# Lee Hye-in (attrice)
Lee Hye-in (hangeul: 이혜인; Changwon, 13 novembre 1995) è un'attrice sudcoreana.

## Filmografia
- Ghost pangpang (고스트 팡팡?) – serial TV (2007)
- Maenddang-e heading (맨땅에 헤딩?) – serial TV (2009)
- Musa Baek Dong-soo (무사 백동수?) – serial TV (2011)
- Sindeur-ui manchan (신들의 만찬?) – serial TV (2012)
- Chujeoksa (추적자?) – serial TV (2012)
- Dae-wang-ui kkum (대왕의 꿈?) – serial TV (2012-2013)
- Nae ttal Seo-yeong-i (내 딸 서영이?) – serial TV (2012-2013)
- Guga-ui seo (구가의 서?) – serial TV (2013)
- Yuri banchanggo (유리 반창고?), regia di Kim Young-jin – film TV (2013)
- Jugun-ui tae-yang (주군의 태양?) – serial TV (2013)
- Yeor-ae (열애?) – serial TV (2013-2014)
- Cham joh-eun sijeol (참 좋은 시절?) – serial TV (2014)
- Yeo-wang-ui kkot (여왕의 꽃?) – serial TV (2015)

## Riconoscimenti
| Anno | Premio           | Categoria               | Opera nominata                         | Risultato   |
| ---- | ---------------- | ----------------------- | -------------------------------------- | ----------- |
| 2012 | KBS Drama Awards | Miglior giovane attrice | Nae ttal Seo-yeong-i, Dae-wang-ui kkum | Candidato/a |